# As-Sadijja Basandatija
As-Sadijja Basandatija (arab. السعدية بسندتيا) – wieś w Syrii, w muhafazie Idlib. W 2004 roku liczyła 621 mieszkańców.